# Zhou Yang
Zhou Yang, född 16 maj 1988, är en friidrottare från Kina. Hon deltog vid olympiska sommarspelen 2008.